# Synécologie
La synécologie, ou écologie des communautés, est une discipline de l'écologie qui étudie les rapports entre populations de types différents de la biocénose, c'est-à-dire de l'ensemble des organismes de tout type d'un écosystème.

## Approches scientifiques
Deux approches sont possibles [réf. souhaitée] :
- la description simple de l'écosystème : composition, densité de population et peuplement, compétition intra/inter-spécifique, réseaux trophiques...
- l'approche dynamique ou synécologie fonctionnelle : évolutions temporelles des populations et peuplements qui composent l'écosystème ; études des transferts d'énergies/matières entre les éléments de l'écosystème.